# Bert is Evil
Bert is Evil war der Titel einer vielfach gespiegelten Website von Dino Ignacio, die sich mit  Bert, einer Figur aus der Kindersendung Sesamstraße beschäftigte.
Die Website, die 1998 den Webby Award für die verrückteste Website gewann, zeigte montierte Fotos der Puppe mit berüchtigten Personen der Geschichte wie Adolf Hitler oder Jerry Springer oder Bilder von Bert, der bei großen Katastrophen, wie beispielsweise dem Absturz der Hindenburg anwesend ist, als humorvoller „Beweis“ für die Schuld von Bert, der eben nicht bloß eine unschuldige Figur des Kinderfernsehens sei. Das Evil Bert Motiv wurde von vielen Komikern übernommen, die eigene Bilder von Bert erstellten, die ihn mit aktuellem oder historischem Grauen in Verbindung brachten.
2001 wurde ein unbearbeitetes Foto bei Reuters veröffentlicht, das eine Demonstration in Bangladesch pro Osama bin Laden zeigte. Einer der Protestierenden trug ein großes Plakat mit einer Fotocollage aus Bildern bin Ladens. In der Collage war auch ein kleines Bild, das Bert hinter der linken Schulter bin Ladens zeigte. Das Reuters-Bild sorgte bei westlichen Betrachtern für Verwirrung, und es wurden eine Menge Witze darüber gemacht. Das Original-Bild von bin Laden und Bert war zuvor vom Komiker J-roen mit einem Bildbearbeitungsprogramm erstellt und im Web veröffentlicht worden. Der Schöpfer des Demo-Plakats hatte es kopiert und Bert nicht aus dem Bild entfernt.
Nach der Veröffentlichung des Demonstrationsbildes nahm Ignacio den Bert is Evil Bereich vom Netz und gab an, er wolle nicht weiterhin die positive Sicht von Kindern auf die Figur Bert in der Sesamstraße untergraben. Er schrieb: „Ich tue das, weil ich das Gefühl habe, dass diese Sache der Realität zu nahe gekommen ist“. Trotz Ignacios Aufforderung, alle Kopien von Bert is Evil ebenfalls vom Netz zu nehmen, sind immer noch einige online.
Eine detaillierte Aufstellung über die Verwendung des Bildes der Demonstration in Südasien und in westlichen Medien ist online. Dies spricht auch gegen die Annahme, die Verwendung von Bert auf dem Plakat sei irgendeine Form von verschlüsselter Kommunikation. Wahrscheinlicher ist, dass der Demonstrant die Figur Bert nicht kannte, und ihn deshalb einfach im Bild beließ.